# Деркач Семен Дмитрович
Семен Дмитрович Деркач (1907—1944) — радянський військовий слідчий 135-ї стрілецької дивізії.

## Біографія
Народився 12 квітня 1907 року в селі Великий Самбір, тепер Конотопського району Сумської області.
З початком німецько-радянської війни призваний на військову службу. 18 вересня 1941 будучи слідчим 62-ї стрілецької дивізії потрапив в оточення. Після виходу з оточення продовжив службу в військовій прокуратурі. Через знаходження на окупованій німцями території був направлений на 3 місяці у 8-й окремий штрафний батальйон 1-го Білоруського фронту.
Загинув у бою 5 січня 1944 року. Похований на північній окраїні села Майське (Гомельська область)

## Вшанування
Одна з вулиць села Великий Самбір має ім'я Семена Деркача.